# Meteorologiåret 1925

## Händelser

### Januari
- Januari
  - I Sverige upplever Norrland en rekordvarm januarimånad [1].
  - Oslo Kringkastingsstasjon i Norge tas i drift, och inleder väderprognoser på försök [2].
- 2 januari - Stor förödelse vållas i Göteborg på grund av svår storm över Sverige.

### Mars
- 19 mars - 2 000 personer dödas och 20 städer läggs i ruiner då en tornado drar fram genom flera delstater i USA [3].

### Maj
- 16 maj - Oslo Kringkastingsstasjon i Norge inleder två dagliga väderprognoser [2].

### Juni
- 14 juni - Priset på is i Sverige höjs, på grund av årets blidvinter [4].

### Juli
- 7 juli - Ett våldsamt åskväder drar fram över Stockholm, medförande den största nederbörd som uppmäts på 20 år och svåra översvämningar.

### Oktober
- Oktober – Sveriges högsta snövärde för månaden någonsin uppmäts vid Riksgränsenfjällen [5].
- 14 oktober - Hård snöstorm förorsakar svåra rubbningar i telefon-, telegraf- och järnvägstrafiken, särskilt i norra Uppland och Norrland.

### December
- 21 december - Orkanartad snöstorm i södra och mellersta Sverige orsakar sjöolyckor och svåra trafikhinder.

### Okänt datum
- Ett kraftigt inflöde till Östersjön inträffar [6]
- I Sverige börjar man mäta månadsnederbörd i Dalarna och Värmland [7].

## Födda
- 15 mars – Bert Bolin, svensk meteorolog.
- Okänt datum – Bernice Ackerman, amerikansk meteorolog.

## Avlidna
- Okänt datum – Hugo Hildebrandsson, svensk meteorolog.

### Fotnoter
1. ↑  SMHI Arkiverad 25 mars 2015 hämtat från the Wayback Machine.
2. 1 2  MET Arkiverad 21 juni 2011 hämtat från the Wayback Machine.
3. ↑  100 år med Aftonbladet – 1925, 1999
4. ↑  Hundra år i Sverige, Hans Dahlberg, Albert Bonniers, 1999
5. ↑  SMHI
6. ↑  SMHI
7. ↑  SMHI